# Целинное (Курганская область)
Целинное — село в Курганской области России, административный центр Целинного района и Целинного сельсовета.
Население — 4619 чел. (2021 г.).

## Географическое положение
Село находится в низовьях реки Малый Кочердык (приток Кочердыка) в 150 км к юго-западу от Кургана, в 84 км к югу от Шумихи и в 160 км к юго-востоку от Челябинска. Местность относится к зоне лесостепей равнинного Зауралья, изобилует озёрами.
Через село проходят автодороги: на восток — в Куртамыш и Курган, на запад — в Челябинск и Троицк, на север — в Шумиху и Шадринск, на юг — в Усть-Уйское.
Железных дорог нет (ближайшая ж.-д. станция находится в Шумихе).

## Население
| 1959  | 1970  | 1979  | 1989  | 2002  | 2004  | 2010  |
| ----- | ----- | ----- | ----- | ----- | ----- | ----- |
| 2302  | ↗4726 | ↗5470 | ↗6064 | ↘5843 | ↗6228 | ↘5076 |
| 2012  | 2013  | 2014  | 2015  | 2016  | 2017  | 2018  |
| ↘4979 | ↘4932 | ↗4951 | ↗5012 | ↗5082 | ↗5145 | ↘5125 |
| 2019  | 2020  | 2021  |       |       |       |       |
| ↘5093 | ↘5066 | ↘4619 |       |       |       |       |

Национальный состав (2010): русские — 89,2 %, татары — 3,2 %, казахи — 3,0 %, украинцы — 1,5 %, немцы — 1,0 %.

## Современное состояние
Имеется средняя общеобразовательная школа им. Н. Д. Томина, вечерняя школа, районная больница.
Действуют сыродельный завод (с 1972 года), элеватор, комбикормовый завод.
Издаётся районная газета «Голос целинника».

## История
Первые упоминания о селе Ново-Кочердык относятся к 1866 году. В селе насчитывалось 1563 человека в 170 дворах, имелась православная церковь, при которой была церковно-приходская школа. В 1892 году в селе Ново-Кочердык Заманиловской волости числилось 1115 человек (202 двора); в 1901 году — 1524 человека (241 двор); в 1917 году — 1712 человек (312 дворов).
В 1924 году село Ново-Кочердык вошло в состав новообразованного Усть-Уйского района (центр — с. Усть-Уйское) Челябинского округа Уральской области. 17 января 1934 года село в составе района вошло в новообразованную Челябинскую область, 6 февраля 1943 года — в составе района передано в новообразованную Курганскую область.
В 1954 году село Ново-Кочердык стало административным центром Усть-Уйского района.
18 февраля 1963 года село переименовано в Целинное — в честь освоения целины (район был переименован в Целинный в начале февраля).